# أهل الصليح

تعديل مصدري - تعديل

تجمع أهل الصليح هو "تجمع بدوي" في عزلة أحور بمديرية أحور التابعة لمحافظة أبين، بلغ تعداد سكانها 28 نسمة حسب تعداد اليمن لعام 2004.